# Solørbanen
Solørbanen er en jernbanestrækning i Norge, der går fra Kongsvinger til Elverum. Banen var færdig 4. december 1910 (Kongsvinger-Flisa blev åbnet allerede i 1893). Der var persontrafik på banen frem til begyndelsen af 1990'erne. Nu går der kun nogle få godstog (for det meste tømmer).
Trondheimstoget blev kørt på Solørbanen; dagtoget gik her i perioderne 1943-1946 og 1986-1989. I tiden 1986-1991 gik nattoget også her.
Banen er 94 km lang og er en af de få baner som ikke blev elektrificeret.
Vigtige stationer på strækningen var Kirkenær, Flisa og Braskereidfoss.
60°36′48″N 11°57′16″Ø / 60.613333°N 11.954444°Ø